# Козлянинов, Тимофей Гаврилович
Тимофей Гаврилович Козлянинов (1740—1798, Архангельск) — российский вице-адмирал.

## Биография
Происходил из дворянского рода Козляниновых.
В 1758 году был произведён в гардемарины. 22 мая 1762 года произведен в чин унтер-лейтенанта.
В 1762—1764 годах изучал морскую практику в Англии, откуда плавал в восточную Индию и Америку.
В 1765 году был отправлен для изучения портов в Голландию. 4 августа 1769 года произведен в чин капитан-лейтенанта.
В 1770 году Козлянинов участвовал в Первой Архипелагской экспедиции, в сражениях при Наполи-ди-Романия и Чесме. В 1772-1773 годах командовал бомбардирским кораблем «Страшный». В 1773-1775 годах командовал 66-пушечным кораблем «Св. Георгий Победоносец». 9 декабря 1775 года произведен в чин капитана 2-го ранга.
26 ноября 1776 года был удостоен ордена Святого Георгия 4-й степени за проведение 18 морских кампаний.
В 1778 году произведен в чин капитана 1-го ранга. В 1780-1781 годах дивизиями Балтийского гребного флота.
14 июня 1781 года назначен командующим Азовской флотилией с производством 28 июня в чин капитана бригадирского ранга.
В 1784 году был произведён в контр-адмиралы, в 1788 году участвовал в сражении у Гогланда, причём блокировал шведский флот под Свеаборгом. 18 июля 1788 года был награждён орденом Святого Георгия 3-й степени за № 57:
Во уважение усердной службы, отличной храбрости его и мужественных подвигов, оказанных 6-го июля 788 года нанесением более других вреда флоту короля Шведскаго и способствованием одержанию над оным победы
23 марта 1789 года был назначен командующим эскадрой на рейде Копенгагена с производством в чин вице-адмирала. В 1792—1796 годах был членом адмиралтейств-коллегии; 30 сентября 1797 года назначен главным командиром Архангельского порта. Умер в 1798 году.